# The Devil on Wheels
Pour plus de détails, voir Fiche technique et Distribution.
The Devil on Wheels est un film américain en noir et blanc réalisé par Crane Wilbur, sorti en 1947.
Premier film ayant pour thème les courses de voitures clandestines de jeunes, il est également l'un des premiers films à montrer des actrices (Terry Moore et Noreen Nash) portant un haut de bikini.

## Synopsis
En voulant échapper à la police dans sa voiture hot rod, un adolescent heurte une autre hot rod. Il prend la fuite sans s'arrêter. Il s'avère que les victimes de l'autre véhicule sont sa mère et son meilleur ami.

## Fiche technique
- Titre original : The Devil on Wheels
- Réalisation : Crane Wilbur
- Scénario : Crane Wilbur et Tony Sargent
- Production : Benjamin Stoloff
- Musique : Emil Cadkin
- Photographie : L. William O'Connell
- Costume & accessoires : Dorothy Drake
- Montage : Alex Troffey
- Société de production :
- Société de distribution : Producers Releasing Corporation
- Pays d'origine :  États-Unis
- Langue : anglais américain
- Format : noir et blanc — 1,37:1 — son : mono (Western Electric Sound System)
- Genre : drame
- Durée : 67 minutes
- Date de sortie : 
  -  États-Unis : 15 février 1947

## Distribution
- Darryl Hickman : Michael 'Micky' Clark
- James Cardwell : Jeff Clark
- Damian O'Flynn : John Clark
- Terry Moore : Rusty Davis
- Robert Arthur	: Todd Powell
- Noreen Nash : Sue Tanner
- Lenita Lane : Mme Clark
- William Forrest : le juge Roger Tanner
- Sue England : Peggy Andrews
- Ann Burr
- John Hamilton : M. Davis